# Налбант (комуна)
Налбант (рум. Nalbant) — комуна у повіті Тулча в Румунії. До складу комуни входять такі села (дані про населення за 2002 рік):
- Налбант (1070 осіб)
- Ніколає-Белческу (1306 осіб)
- Трестенік (458 осіб)

Комуна розташована на відстані 210 км на схід від Бухареста, 20 км на південний захід від Тулчі, 97 км на північ від Констанци, 62 км на південний схід від Галаца.

## Населення
За даними перепису населення 2002 року у комуні проживали 2834 особи.
Національний склад населення комуни:
| Національність | Кількість осіб | Відсоток |
| -------------- | -------------- | -------- |
| румуни         | 2829           | 99,8%    |
| болгари        | 2              | 0,1%     |
| греки          | 2              | 0,1%     |
| німці          | 1              | < 0,1%   |

Рідною мовою назвали:
| Мова      | Кількість осіб | Відсоток |
| --------- | -------------- | -------- |
| румунська | 2832           | 99,9%    |
| грецька   | 2              | 0,1%     |

Склад населення комуни за віросповіданням:
| Релігія       | Кількість осіб | Відсоток |
| ------------- | -------------- | -------- |
| православні   | 2731           | 96,4%    |
| п'ятдесятники | 31             | 1,1%     |
| бретрени      | 27             | 1,0%     |
| старообрядці  | 19             | 0,7%     |
| адвентисти    | 2              | 0,1%     |